# Matěj Němec

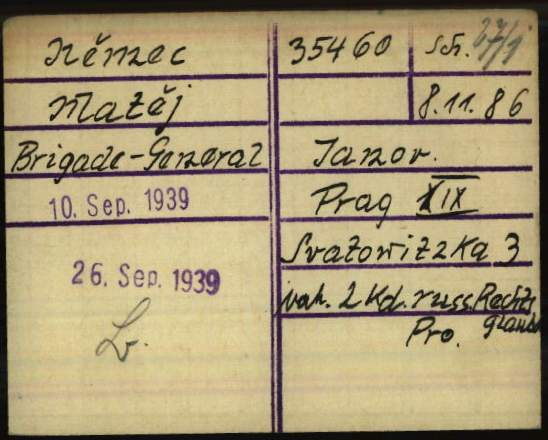
Registrační karta Matěje Němce jako vězně v koncentračním táboře Dachau

Matěj Němec (8. listopadu 1886 Janov – 29. srpna 1975 Praha) byl československý generál. V době první světové války bojoval v Československých legiích v Rusku, v době první republiky působil v armádě, od ledna 1938 v administrativní funkci. Za německé okupace byl vězněn v koncentračních táborech.

## Vyznamenání
- 1914  Kříž Sv. Jiří[2], IV. stupeň
- 1915  Kříž Sv. Jiří, III.. stupeň
- 1917  Kříž Sv. Jiří, IV. stupeň udělen podruhé
- 1917  Řád sv. Stanislava, III. třída s meči a mašlí
- 1917  Kříž Sv. Jiří, IV. stupeň udělen potřetí
- 1919  Croix de guerre
- 1919  Československý válečný kříž 1914–1918
- 1919  Řád sokola, s meči
- 1919  Řád za vynikající službu
- 1920  Československá revoluční medaile
- 1921  Československá medaile Vítězství
- 1922  Řád čestné legie, V. třída – rytíř
- 1946  Československý válečný kříž 1939
- 1946  Československá medaile Za chrabrost před nepřítelem
- 1946  Československá vojenská medaile za zásluhy, I. stupeň
- 1947  Zborovská pamětní medaile
- 1948  Bachmačská pamětní medaile
- 1969  Medaile Za zásluhy o obranu vlasti